# Jordanie aux Jeux olympiques d'été de 2004
La Jordanie participe aux Jeux olympiques d'été de 2004 à Athènes. Il s'agit de leur 7e participation à des Jeux d'été.
La délégation jordanienne, composée de 5 athlètes, termine sans médailles.